# Heddesheim
Heddesheim è un comune tedesco di 11 658 abitanti, situato nel land del Baden-Württemberg.